# Chu Yuanmeng
Chu Yuanmeng (chinesisch 褚源蒙; * 21. November 1999 in Yakeshi, Innere Mongolei) ist eine chinesische Biathletin. Sie ist zweifache Sommerbiathlonweltmeisterin im Juniorenbereich und nahm an den Olympischen Spielen 2022 teil.

## Sportliche Laufbahn
Chu Yuanmeng gab ihr internationales Debüt im Dezember 2015 mit gerade 16 Jahren im damals neu geschaffenen IBU-Junior-Cup und wurde in Obertilliach 17. des Sprints. Daraufhin bestritt sie auch erste IBU-Cup-Rennen und erzielte als jüngste Athletin im Feld mit den Rängen 34 und 35 sofort erste Ranglistenpunkte. Daraufhin durfte sie nach dem Jahreswechsel in der Weltcupstaffel in Ruhpolding sowie mit Zhang Yan, Tang Jialin und Wang Xuelan im Staffelbewerb der Weltmeisterschaften 2016 in Oslo starten. Es folgte eine längere Pause, erst Ende 2018 trat Chu im IBU-Cup wieder in Erscheinung. Am Ende des Winters bestritt die Chinesin in Oslo ihr erstes Weltcupeinzel und wurde im Sprint 89. von 106 Startern. Im August 2019 folgten ihre größten Erfolge, Chu gewann bei den Juniorenbewerben der Sommerbiathlon-WM Gold in Sprint und Verfolgung sowie die Silbermedaille im Supersprint. Daraufhin bestritt sie den kompletten Winter 2019/20 im Weltcup, gewann zu Beginn in Östersund erste Wertungspunkte und schloss die Saison als zweitbeste Chinesin auf Weltranglistenplatz 80 ab, im Einzel und Sprint der Weltmeisterschaften in Antholz startete die Chinesin auch. Zudem gelang es ihr sowie Tang Jialin, Zhang Yan und Meng Fanqi in Ruhpolding, zum ersten Mal seit 9 Jahren einen Top-10-Platz einer chinesischen Staffel zu erreichen.

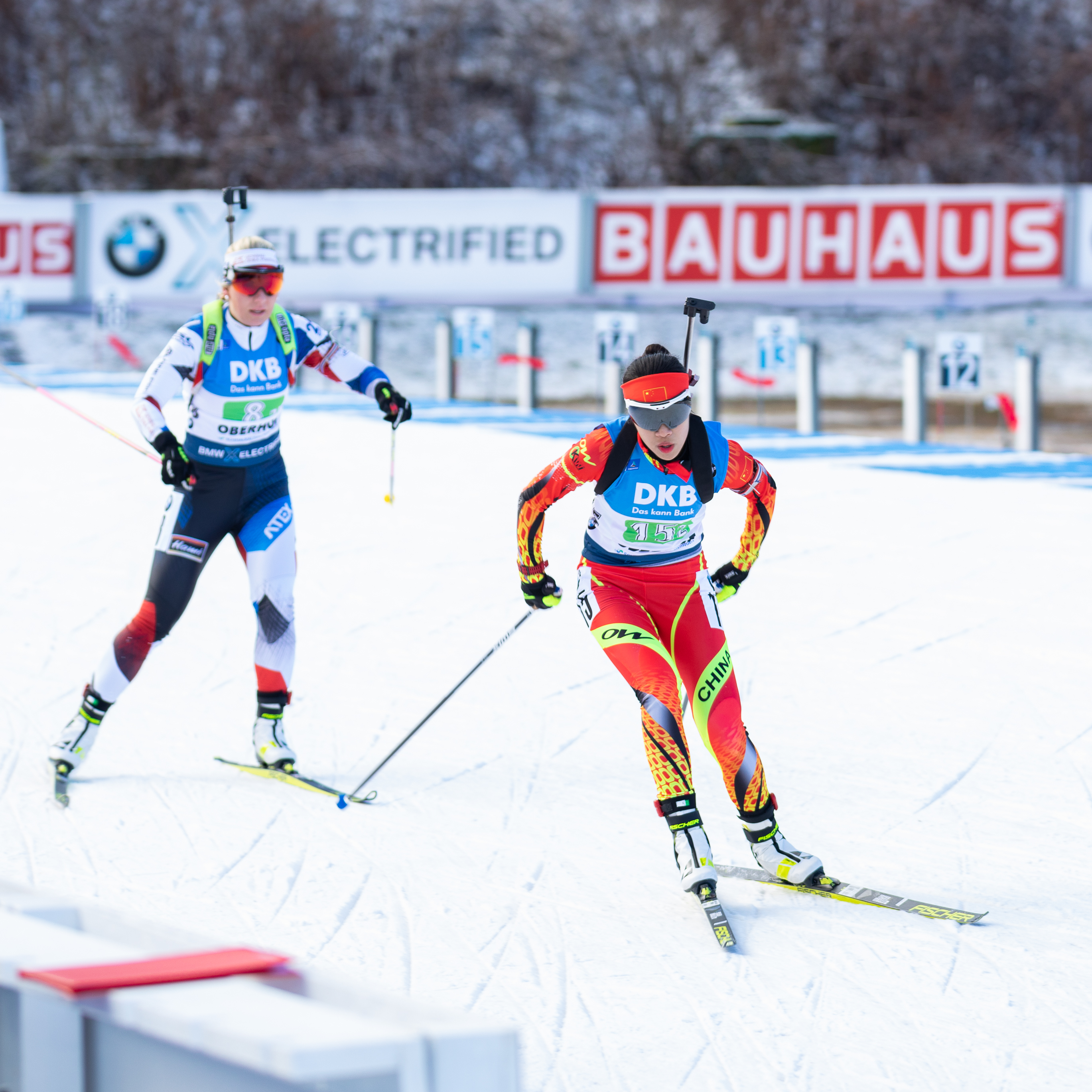
Chu im Januar 2020 in Oberhof, im Hintergrund Lucie Charvátová

Aufgrund der aufkommenden Coronamaßnahmen verpasste die chinesische Mannschaft die Saison 2020/21 komplett. Daraufhin stieg Chu mit den Wettkämpfen in Östersund Ende 2022 wieder ins Wettkampfgeschehen ein. Die Staffelrennen schlossen die Chinesinnen konstant zwischen den Plätzen 12 und 15 ab, in den Einzelbewerben unterbot Chu ihre vorherigen Bestleistungen. So wurde sie im Verfolger von Le Grand-Bornand 23. und lief im selben Format in Oberhof auf den 28. Platz, was Weltcuprang 68 bedeutete und Chu damit beste Chinesin war. Saisonhöhepunkt war aber die Teilnahme an den Olympischen Spielen in ihrem Heimatland, wo es mit der Damenstaffel auf Platz 12 und im Einzel auf Rang 35 ging. Im Winter 2022/23 bestritt Chu lediglich die Weltmeisterschaften und das dritte Trimester, verlor aber in der Laufstatistik fünf Prozentpunkte und war damit nicht konkurrenzfähig. Da die chinesische Mannschaft im Weltcup Startplätze verloren hatte, startete Chu im Dezember 2023 im IBU-Cup und fuhr auch mehrfach Ranglistenpunkte ein, verschwand jedoch danach gemeinsam mit dem gesamten Team wieder von der Bildfläche.
Im Winter 2024/25 startete Chu ohne herausstechendes Ergebnis in insgesamt fünf Weltcuprennen, größeren Erfolg hatte sie bei den Asienspielen, wo die Goldmedaille mit der Staffel resultierte.

## Persönliches
Chu Yuanmeng lebt in Dalian in der Provinz Liaoning.

## Statistiken

### Weltcupplatzierungen
Die Tabelle zeigt alle Platzierungen (je nach Austragungsjahr einschließlich Olympische Spiele und Weltmeisterschaften).
- 1.–3. Platz: Anzahl der Podiumsplatzierungen
- Top 10: Anzahl der Platzierungen unter den ersten zehn (einschließlich Podium)
- Punkteränge: Anzahl der Platzierungen innerhalb der Punkteränge (einschließlich Podium und Top 10)
- Starts: Anzahl gelaufener Rennen in der jeweiligen Disziplin
- Staffel: inklusive Mixed- und Single-Mixed-Staffeln

| Platzierung               | Einzel | Sprint | Verfolgung | Massenstart | Staffel | Gesamt |
| ------------------------- | ------ | ------ | ---------- | ----------- | ------- | ------ |
| 1. Platz                  |        |        |            |             |         |        |
| 2. Platz                  |        |        |            |             |         |        |
| 3. Platz                  |        |        |            |             |         |        |
| Top 10                    |        |        |            |             | 1       | 1      |
| Punkteränge               |        | 4      | 4          |             | 22      | 30     |
| Starts                    | 4      | 19     | 7          |             | 22      | 52     |
| Stand: Saisonende 2024/25 |        |        |            |             |         |        |

### Weltcupwertungen

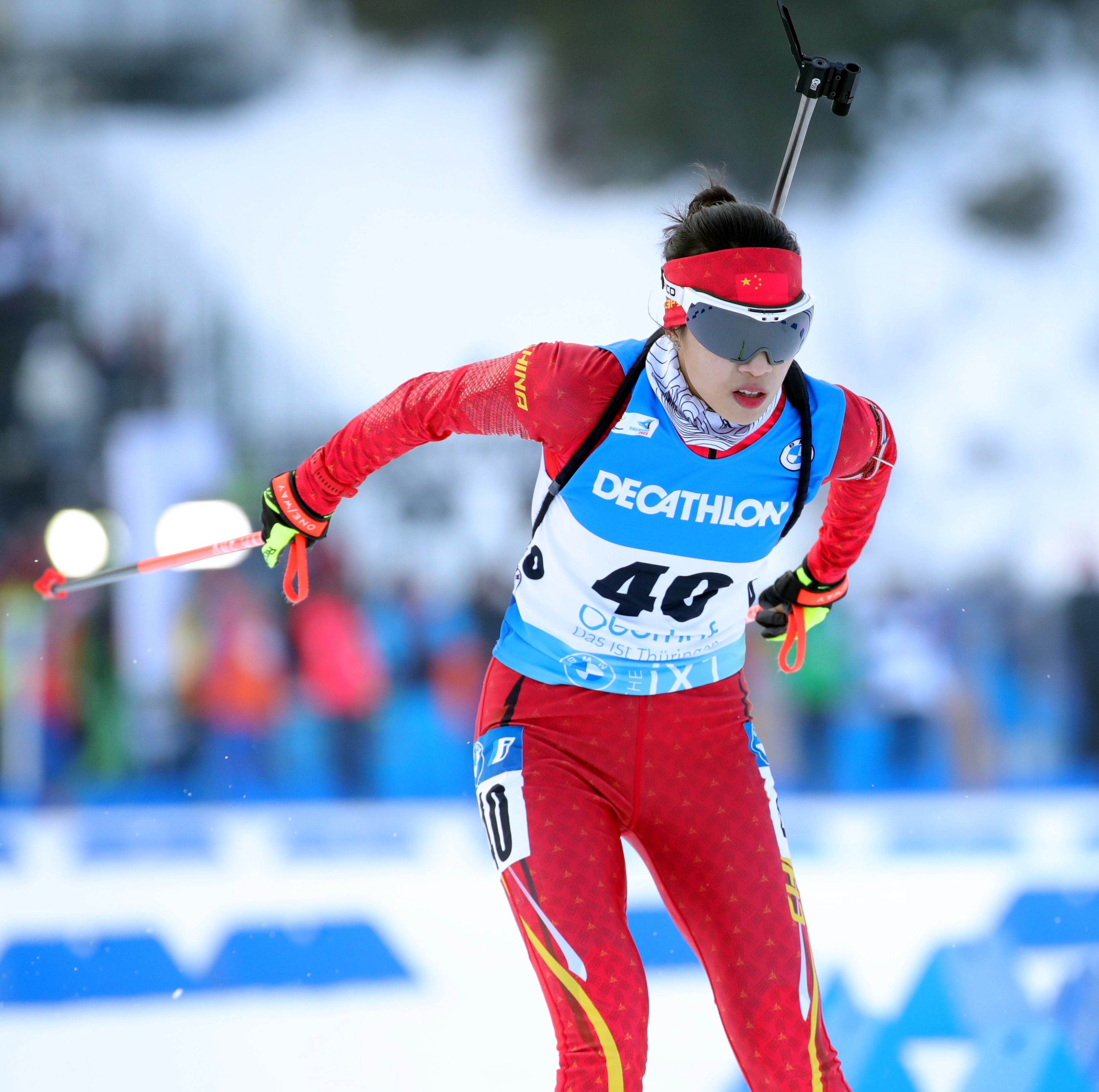
Chu während des WM-Sprints 2023

Ergebnisse bei Weltcups (Disziplinen- und Gesamtweltcup) gemäß Punktesystem.
| Saison  | Einzel | Einzel | Sprint | Sprint | Verfolgung | Verfolgung | Massenstart | Massenstart | Gesamt | Gesamt |
| Saison  | Platz  | Punkte | Platz  | Punkte | Platz      | Punkte     | Platz       | Punkte      | Platz  | Punkte |
| ------- | ------ | ------ | ------ | ------ | ---------- | ---------- | ----------- | ----------- | ------ | ------ |
| 2019/20 | –      | –      | 81.    | 4      | 64.        | 9          | –           | –           | 80.    | 13     |
| 2021/22 | –      | –      | 85.    | 5      | 47.        | 32         | –           | –           | 68.    | 37     |

### Olympische Winterspiele
Ergebnisse bei Olympischen Winterspielen:
|                                        | Einzelwettbewerbe | Einzelwettbewerbe | Einzelwettbewerbe | Einzelwettbewerbe | Staffelwettbewerbe | Staffelwettbewerbe |
| Einzel                                 | Sprint            | Verfolgung        | Massenstart       | Damenstaffel      | Mixedstaffel       |                    |
| -------------------------------------- | ----------------- | ----------------- | ----------------- | ----------------- | ------------------ | ------------------ |
| Olympische Winterspiele 2022 \| Peking | 35.               | 61.               | –                 | –                 | 12.                | 15.                |

### Biathlon-Weltmeisterschaften
Ergebnisse bei den Weltmeisterschaften:
| Weltmeisterschaften | Weltmeisterschaften | Einzelwettbewerbe | Einzelwettbewerbe | Einzelwettbewerbe | Einzelwettbewerbe | Staffelwettbewerbe | Staffelwettbewerbe | Staffelwettbewerbe |
| Jahr                | Ort                 | Einzel            | Sprint            | Verfolgung        | Massenstart       | Damenstaffel       | Mixedstaffel       | S.-M.-Staffel      |
| ------------------- | ------------------- | ----------------- | ----------------- | ----------------- | ----------------- | ------------------ | ------------------ | ------------------ |
| 2016                | Oslo                | –                 | –                 | –                 | –                 | 21.                | –                  | N/A                |
| 2019                | Östersund           | –                 | –                 | –                 | –                 | 17.                | 18.                | –                  |
| 2020                | Antholz             | 44.               | 87.               | –                 | –                 | 16.                | 18.                | –                  |
| 2023                | Oberhof             | 63.               | 83.               | –                 | –                 | –                  | 24.                | 27.                |

### Juniorenweltmeisterschaften
Ergebnisse bei den Juniorenweltmeisterschaften:
| Weltmeisterschaften | Weltmeisterschaften | Einzelwettbewerbe | Einzelwettbewerbe | Einzelwettbewerbe | Damenstaffel |
| Jahr                | Ort                 | Einzel            | Sprint            | Verfolgung        | Damenstaffel |
| ------------------- | ------------------- | ----------------- | ----------------- | ----------------- | ------------ |
| 2019                | Osrblie             | 48.               | 28.               | 33.               | –            |